# Paradise in Flames
Paradise in Flames (en español: Paraíso en llamas) es el noveno álbum de estudio de la banda alemana de heavy metal Axxis y fue lanzado en formato de disco compacto y digipak por AFM Records en 2006.

## Desarrollo de la grabación
Para la grabación de este disco, dos miembros se unieron al grupo: el baterista André Hilgers y el bajista Rob Schomaker, en sustitución de Richard Michalski y Kuno Niemeyer respectivamente, quienes dejaron la banda.
Este álbum fue grabado en 2005 en los estudios SoundWorxx en Bergkamen, cerca de la ciudad de Colonia, Renania del Norte-Westfalia, Alemania. Paradise in Flames fue mezclado en los estudios House of Sound ubicado en Karlsdorf, en el estado de Thuringia.
La cantante alemana y exintegrante de la banda Xendria, Kerstin Bischof, conocida como «Lakonia», participó en la grabación de este álbum.

## Versiones
Se lanzaron dos versiones de Paradise in Flames en el mismo año: la original y la edición limitada.  La primera enlista doce temas, mientras que la versión limitada contiene dos temas extras («Break Your Soul» y «Tales of Glory Island»; esta última en versión extendida), un protector de pantalla y un vídeo de la grabación y realización de este material discográfico.

## Recepción
El 6 de febrero de 2006, Paradise in Flames entró en las listas de popularidad alemanas, alcanzando el lugar 45.º de la lista del Media Control, permaneciendo solamente una semana.

## Lista de canciones
Todas las canciones fueron escritas por Berhnard Weiss y Harry Oellers.

### Versión original
| Side one |                                     |                               |          |  |
| N.º      | Título                              | Traducción al español         | Duración |  |
| 1.       | «Paradise in Flames» (introducción) | «Paraíso en llamas»           | 1:17     |  |
| 2.       | «Dance with the Dead»               | «Baile con los muertos»       | 4:40     |  |
| 3.       | «Tales of Glory Island»             | «Cuentos de la isla gloriosa» | 4:46     |  |
| 4.       | «Take my Hand»                      | «Toma mi mano»                | 5:06     |  |
| 5.       | «Will God Remember Me?»             | «¿Dios me recordará?»         | 4:46     |  |
| 6.       | «Talisman»                          | «Talismán»                    | 4:24     |  |
| 7.       | «Don't Leave Me»                    | «No me dejes»                 | 3:33     |  |
| 8.       | «Lady Moon»                         | «Dama de la luna»             | 4:33     |  |
| 9.       | «Icewind»                           | «Viento helado»               | 4:12     |  |
| 10.      | «Stay by Me»                        | «Quédate a mi lado»           | 4:01     |  |
| 11.      | «Gods of Rain»                      | «Dioses de la lluvia»         | 3:40     |  |
| 12.      | «Passion for Rock»                  | «Pasión por el rock»          | 4:13     |  |

### Edición especial
| Side one |                                             |                                        |          |  |
| N.º      | Título                                      | Traducción al español                  | Duración |  |
| 13.      | «Break your Soul»                           | «Rompe tu alma»                        | 4:04     |  |
| 14.      | «Tales of Glory Island» (versión extendida) | «Cuentos de la isla gloriosa»          | 4:04     |  |
| 15.      | «Paradise in Flames: Making of» (vídeo)     | «La realización de Paradise of Flames» | 5:39     |  |

## Créditos

### Axxis
- Bernhard Weiss — voz principal y coros
- Harry Oellers — teclados y coros
- Guido Wehmeyer — guitarra y coros
- Rob Schomaker — bajo
- André Hilgers — batería

### Música invitada
- Kerstin «Lakonia» Bischof — coros

### Personal de producción
- Bernhard Weiss — productor
- Harry Oellers — productor
- Dennis Ward — mezclador
- Jürgen Lusky — masterización

## Listas
| Año  | País     | Lista                | Posición máxima |
| ---- | -------- | -------------------- | --------------- |
| 2006 | Alemania | Media Control Charts | 45.º            |